# Paseología
Paseología (en alemán Promenadologie) es una teoría de planificación urbana relacionada con la actividad de pasear o caminar. El término fue creado en la década de 1980 por el sociólogo suizo Lucius Burckhardt.

## Libros
Why is Landscape Beautiful?: The Science of Strollology